# Joosia multiflora
Joosia multiflora är en måreväxtart som beskrevs av Bengt Lennart Andersson. Joosia multiflora ingår i släktet Joosia och familjen måreväxter. Inga underarter finns listade i Catalogue of Life.